# Physalis orizabae
Physalis orizabae ist eine Pflanzenart aus der Gattung der Blasenkirschen (Physalis) in der Familie der Nachtschattengewächse (Solanaceae).

## Beschreibung
Physalis orizabae ist eine ausdauernde Pflanze, die von einer verholzenden, teilweise schlank verlängerten Basis neu austreibt. Sie erreicht Wuchshöhen von 15 bis 45 cm, die Behaarung der Pflanze besteht aus kurzen, anliegenden, gedrehten Trichomen, zwischen denen verschiedene lange, gelenkige Trichome von 1 bis 2 mm Länge stehen. Vor allem an den Blütenstielen und dem Kelch sind letztere besonders stark ausgeprägt.
Die Laubblätter sind breit bis schmal eiförmig. Die größeren Laubblätter sind meist 3 bis 5 cm lang und 2 bis 3 cm breit. Die Blattstiele haben eine Länge von 1 bis 2 cm. Der Blattrand ist meist ganzrandig, gelegentlich sind an beiden Seiten ein bis drei unregelmäßig geformte Zähne vorhanden. Auf den Blattflächen stehen oft nur ein paar einzelne, anliegende Haare.
Die Blüten stehen an 10 bis 15 mm langen Blütenstielen. Sie besitzen einen mehr oder weniger glockenförmigen Kelch mit einer Länge von 6 bis 10 mm und einem Durchmesser von 5 bis 10 mm an der Basis der Kelchlappen. Diese machen ein Drittel bis die Hälfte der Länge der Kelchblätter aus, sind lanzettlich oder eiförmig-dreieckig und gelegentlich zugespitzt. Die Krone ist gelblich gefärbt und auffällig gefleckt. Sie wird 12 bis 22 mm lang und erreicht einen Durchmesser von 15 bis 30 mm. Der Kronschlund ist innen fein behaart, an der Außenseite der Krone befinden sich gelenkige, anliegende Trichome. Die Staubbeutel sind etwas langgestreckt, 2,2 bis 3 mm lang und bläulich bis violett gefärbt. Sie stehen an unbehaarten und etwas verdickten Staubfäden mit einer Länge von 3 bis 5 mm.
Der Stiel verlängert sich an der Frucht nicht. Der die Frucht umgebende Kelch ist zehnwinkelig oder zehnrippig, 2 bis 4 cm lang und 18 bis 35 mm breit. Die Beere hat einen Durchmesser von 1 bis 2 cm und sitzt aufsitzend bis nahezu aufsitzend im schwach gefleckten Kelch.

## Vorkommen
Die Art ist in Mexiko verbreitet.